# Liste der Baudenkmäler in Neudrossenfeld
Auf dieser Seite sind die Baudenkmäler in der oberfränkischen Gemeinde Neudrossenfeld zusammengestellt. Diese Tabelle ist eine Teilliste der Liste der Baudenkmäler in Bayern. Grundlage ist die Bayerische Denkmalliste, die auf Basis des Bayerischen Denkmalschutzgesetzes vom 1. Oktober 1973 erstmals erstellt wurde und seither durch das Bayerische Landesamt für Denkmalpflege geführt wird. Die folgenden Angaben ersetzen nicht die rechtsverbindliche Auskunft der Denkmalschutzbehörde.
 Diese Liste gibt den Fortschreibungsstand vom 19. August 2014 wieder und enthält 69 Baudenkmäler.

## Baudenkmäler nach Gemeindeteilen

### Neudrossenfeld
| Lage                                                       | Objekt                                        | Beschreibung | Akten-Nr.     | Bild                                          |
| ---------------------------------------------------------- | --------------------------------------------- | --- | ------------- | --------------------------------------------- |
| Am Brumberg 1 (Standort)                                   | Keilstein                                     | Sandstein, bezeichnet „1845“ | D-4-77-142-1  | BW                                            |
| Bayreuther Straße 1 (Standort)                             | Wohnhaus                                      | Zweigeschossiger Satteldachbau über hohem Kellergeschoss, Sandsteinquaderbau, teils verputzt, Erdgeschoss wohl Mitte 18. Jahrhundert, Obergeschoss wohl Mitte 19. Jahrhundert | D-4-77-142-7  | Wohnhaus                                      |
| Bayreuther Straße 9 (Standort)                             | Keilstein                                     | Sandstein, bezeichnet „1842“ | D-4-77-142-8  | Keilstein                                     |
| Bergmühlgasse 2 (Standort)                                 | Bergmühle                                     | Um 1800 mit älterem Kern, zweigeschossiger Satteldachbau mit Fachwerkobergeschoss, Giebel verschiefert, reich verzierte Haustür | D-4-77-142-3  | Bergmühle                                     |
| Bergmühlgasse 15 (Standort)                                | Ehemalige Brauerei                            | Giebelständiger Sandsteinquaderbau mit hohem hallenartigem Erdgeschoss, Satteldach, bezeichnet „1874“ | D-4-77-142-2  | Ehemalige Brauerei                            |
| Bergmühlgasse 15 (Standort)                                | Ehemalige Brauerei                            | Zugehörig rückwärtiger höherer Anbau mit Walmdach | D-4-77-142-2  | BW                                            |
| Bergmühlgasse 15 (Standort)                                | Tanzlinde                                     | Ehemals mit Säulenkranz, 18./19. Jahrhundert | D-4-77-142-71 | Tanzlinde                                     |
| Friedhofsweg 1, Burgstraße, Friedhofsweg (Standort)        | Zweites Pfarrhaus                             | Zweigeschossiger Walmdachbau mit hakenförmigem Anbau, Erdgeschoss 16./17. Jahrhundert, sonst 19. Jahrhundert | D-4-77-142-5  | Zweites Pfarrhaus                             |
| Friedhofsweg 1, Burgstraße, Friedhofsweg (Standort)        | Torpfeiler                                    | Sandstein, wohl 18./19. Jahrhundert | D-4-77-142-5  | Torpfeiler                                    |
| Kulmbacher Straße 4, Schloßplatz 3 (Standort)              | Evangelisch-lutherisches Pfarrhaus            | Zweigeschossiger gegliederter Sandsteinquaderbau über hohem Kellergeschoss, Freitreppe mit Balustergeländer, Walmdach, 1764/65 wohl von Carl Philipp Christian von Gontard | D-4-77-142-6  | weitere Bilder                                |
| Kulmbacher Straße 4, Schloßplatz 3 (Standort)              | Ochsenstadel                                  | Zum Teil in Blockbauweise, 18. Jahrhundert | D-4-77-142-6  | weitere Bilder                                |
| Kulmbacher Straße 4, Schloßplatz 3 (Standort)              | Zugehörige Nebengebäude                       | Torpfeiler und Gartenmauer | D-4-77-142-6  | weitere Bilder                                |
| Ledergasse 1a (Standort)                                   | Wohnhaus                                      | Zweigeschossiger Sandsteinquaderbau mit hohem Walmdach, wohl zweite Hälfte 18. Jahrhundert | D-4-77-142-9  | Wohnhaus                                      |
| Marktplatz 2a (Standort)                                   | Ehemaliges Wirtschaftsgebäude des Schlosses   | Zweigeschossiger Satteldachbau, westliches Erdgeschoss und Südwand, 16./17. Jahrhundert, sonst 1701, Erneuerung Mitte 19. Jahrhundert | D-4-77-142-11 | Ehemaliges Wirtschaftsgebäude des Schlosses   |
| Marktplatz 2b (Standort)                                   | Stallbau                                      | Zweigeschossiger Satteldachbau mit verschiefertem Giebel, bezeichnet „1741“ und „1854“ | D-4-77-142-11 | Stallbau                                      |
| Marktplatz 2a, Marktplatz 2b (Standort)                    | Nebengebäude                                  | Eingeschossiger Satteldachbau mit hohem Kellergeschoss, wohl 19. Jahrhundert | D-4-77-142-11 | BW                                            |
| Marktplatz 5, Nähe Marktplatz, Nähe Schloßplatz (Standort) | Evangelisch-lutherische Pfarrkirche           | Saalartiger Innenraum, Ostturm, 1753–61 von Johann Georg Hoffmann; mit Ausstattung | D-4-77-142-14 | weitere Bilder                                |
| Marktplatz 5, Nähe Marktplatz, Nähe Schloßplatz (Standort) | Ehemaliger Friedhof                           | Mit Kirchhofmauer in Bruchstein, 16./18. Jahrhundert, Tor des mittleren 17. Jahrhunderts und Eingangspfeiler zwischen Balustrade und Freitreppe, zweite Hälfte 18. Jahrhundert | D-4-77-142-14 | Ehemaliger Friedhof                           |
| Marktplatz 13 (Standort)                                   | Bauernhaus                                    | Eingeschossiger Giebelbau, wohl 16./17. Jahrhundert | D-4-77-142-10 | Bauernhaus                                    |
| Schloßplatz 2, Am Brumberg (Standort)                      | Schloss                                       | Drei zweigeschossige gegliederte Flügelbauten, Kopfbauten mit Mansardwalmdächer, Erneuerungen eines älteren Kernes im 16. Jahrhundert, Seitenflügel 1763 wohl von Carl Philipp Christian von Gontard; mit Ausstattung Seitliche Treppenanlage, wohl 18./19. Jahrhundert Terrassengarten 1763 wohl von Carl Philipp Christian von Gontard | D-4-77-142-13 | weitere Bilder                                |
| Schloßplatz 3 (Standort)                                   | Ehemaliges Pfarrhaus, zeitweilig Schulhaus    | Zweigeschossiger Traufseitbau, Gewölbesteindatierung „1352“, Umbau 1662, mit Felsenbrunnen von 1718 | D-4-77-142-12 | Ehemaliges Pfarrhaus, zeitweilig Schulhaus    |
| Nähe Schloßplatz, Schloßplatz (Standort)                   | Kriegerdenkmal für die Gefallenen von 1870/71 | | D-4-77-142-15 | Kriegerdenkmal für die Gefallenen von 1870/71 |
| Buchleiten Holz (Standort)                                 | Amans Grab                                    | Sandstein, bezeichnet „1635“ | D-4-77-142-16 | Amans Grab                                    |

### Altdrossenfeld
| Lage                                     | Objekt                      | Beschreibung | Akten-Nr.     | Bild                        |
| ---------------------------------------- | --------------------------- | --- | ------------- | --------------------------- |
| Altdrossenfeld 1 (Standort)              | Ehemalige Mühle             | Zweigeschossiger Sandsteinquaderbau mit Satteldach, zwei Türbekrönungen mit gesprengtem Giebel, eine mit Mühlenzeichen, bezeichnet „1781“ | D-4-77-142-17 | Ehemalige Mühle             |
| Altdrossenfeld 3 (Standort)              | Backofen                    | Eingeschossiger Satteldachbau, 18./19. Jahrhundert                                                                                        | D-4-77-142-18 | Backofen                    |
| Altdrossenfeld 4 (Standort)              | Bauernhaus                  | Zweigeschossiger Wohnstallbau mit Fachwerkobergeschoss und Satteldach, 18./19. Jahrhundert                                                | D-4-77-142-19 | Bauernhaus                  |
| Altdrossenfeld 6 (Standort)              | Wohnhaus                    | Zweigeschossiger Frackdachbau, Obergeschoss in Fachwerk, verputzt, um 1800                                                                | D-4-77-142-20 | Wohnhaus                    |
| Altdrossenfeld 6 (Standort)              | Nebengebäude                | Eingeschossiger Sandsteinquaderbau unter Satteldach, wohl 19. Jahrhundert                                                                 | D-4-77-142-20 | BW                          |
| Altdrossenfeld 6 (Standort)              | Einfriedung                 | Wohl 19. Jahrhundert | D-4-77-142-20 | BW                          |
| Altdrossenfeld 6 (Standort)              | Wohnstallhaus               | Zweigeschossiger Walmdachbau, im Erdgeschoss Stallteil, Sandsteinquader, um 1800                                                          | D-4-77-142-21 | Wohnstallhaus               |
| Altdrossenfeld 6 (Standort)              | Zugehörige Einfriedung      | Wohl 19. Jahrhundert | D-4-77-142-21 | BW                          |
| Altdrossenfeld 8 (Standort)              | Gasthaus                    | Zweigeschossiger Zweiflügelbau mit Walmdach, Obergeschoss in Fachwerk, verputzt, 18./19. Jahrhundert                                      | D-4-77-142-22 | Gasthaus                    |
| Altdrossenfeld 9 (Standort)              | Schmiedezeichen             | Bezeichnet „1677“ | D-4-77-142-23 | Schmiedezeichen             |
| Roter Main, Bayreuther Straße (Standort) | Brücken über den Roten Main | Dreiteilige Anlage mit einem fünfbogigen und zwei zweibogigen Brückenabschnitten, Ende 18. Jahrhundert                                    | D-4-77-142-24 | Brücken über den Roten Main |

### Buch am Sand
| Lage                      | Objekt        | Beschreibung                                                                                | Akten-Nr.     | Bild          |
| ------------------------- | ------------- | ------------------------------------------------------------------------------------------- | ------------- | ------------- |
| Buch am Sand 7 (Standort) | Wohnstallhaus | Zweigeschossiger Satteldachbau mit Sandsteinquadererdgeschoss, bezeichnet „1800“ und „1885“ | D-4-77-142-26 | Wohnstallhaus |

### Dreschen
| Lage                  | Objekt     | Beschreibung                 | Akten-Nr.     | Bild       |
| --------------------- | ---------- | ---------------------------- | ------------- | ---------- |
| Dreschen 2 (Standort) | Türrahmung | Sandstein, bezeichnet „1842“ | D-4-77-142-27 | Türrahmung |

### Dreschenau
| Lage                    | Objekt                   | Beschreibung                                                                    | Akten-Nr.     | Bild                     |
| ----------------------- | ------------------------ | ------------------------------------------------------------------------------- | ------------- | ------------------------ |
| Dreschenau 5 (Standort) | Wohnstallhaus            | Zweigeschossiger Sandsteinquaderbau mit Frackdach, bezeichnet „1807“ und „1846“ | D-4-77-142-29 | Wohnstallhaus            |
| Dreschenau 5 (Standort) | Zugehörige Torpfeiler    | 19. Jahrhundert                                                                 | D-4-77-142-29 | BW                       |
| Dreschenau 6 (Standort) | Zugehörig Kellergeschoss | In Haustein, 18. Jahrhundert                                                    | D-4-77-142-30 | Zugehörig Kellergeschoss |

### Heidelmühle
| Lage                      | Objekt        | Beschreibung                                                                                | Akten-Nr.     | Bild          |
| ------------------------- | ------------- | ------------------------------------------------------------------------------------------- | ------------- | ------------- |
| Heidelmühle 48 (Standort) | Wohnstallhaus | Zweigeschossiger Satteldachbau mit Sandsteinquadererdgeschoss, Türrahmung bezeichnet „1831“ | D-4-77-142-32 | Wohnstallhaus |

### Hornungsreuth
| Lage                                                                                | Objekt     | Beschreibung    | Akten-Nr.     | Bild       |
| ----------------------------------------------------------------------------------- | ---------- | --------------- | ------------- | ---------- |
| Zwischengrund, westlich von Hornungsreuth, nahe Igelsweiher, an Weggabel (Standort) | Kreuzstein | Mittelalterlich | D-4-77-142-33 | Kreuzstein |

### Igelsreuth
| Lage                     | Objekt        | Beschreibung                                         | Akten-Nr.     | Bild |
| ------------------------ | ------------- | ---------------------------------------------------- | ------------- | ---- |
| Igelsreuth 40 (Standort) | Wohnstallhaus | Eingeschossiger Sandsteinquaderbau, Satteldach, 1823 | D-4-77-142-34 | BW   |

### Jöslein
| Lage                 | Objekt                                                             | Beschreibung                                                      | Akten-Nr.     | Bild                                                               |
| -------------------- | ------------------------------------------------------------------ | ----------------------------------------------------------------- | ------------- | ------------------------------------------------------------------ |
| Jöslein 5 (Standort) | Ehemaliges markgräfliches Jagdschloss, von 1750 Forstdienstgebäude | Zweigeschossiger Satteldachbau, im Kern wohl 17./18. Jahrhundert, | D-4-77-142-31 | Ehemaliges markgräfliches Jagdschloss, von 1750 Forstdienstgebäude |

### Langenstadt
| Lage                                            | Objekt                                           | Beschreibung | Akten-Nr.     | Bild                                          |
| ----------------------------------------------- | ------------------------------------------------ | --- | ------------- | --------------------------------------------- |
| Langenstadt 2 (Standort)                        | Bauernhaus                                       | Zweigeschossiger Frackdachbau mit Fachwerkobergeschoss und -giebel, Türrahmung bezeichnet „1855“                                    | D-4-77-142-38 | Bauernhaus                                    |
| Langenstadt 8 (Standort)                        | Türsturz am Gasthaus                             | Bezeichnet „1764“ | D-4-77-142-39 | BW                                            |
| Langenstadt 8 (Standort)                        | Tanzhaus                                         | Zum Gasthaus zugehörig sogenannter Alter Tanzsaal, zweigeschossiger Bruchsteinbau, Satteldach, 18. Jahrhundert                      | D-4-77-142-39 | Tanzhaus                                      |
| Langenstadt 10 (Standort)                       | Evangelisch-lutherische Kirche Unsere Liebe Frau | Saalkirche mit Ostturm, im Kern wohl um 1500, Turm bezeichnet „1721“, Gesamtbau Mitte 18. Jahrhundert barockisiert; mit Ausstattung | D-4-77-142-35 | weitere Bilder                                |
| Langenstadt 10 (Standort)                       | Friedhof                                         | Mit hohem Mauerbering, wohl 18. Jahrhundert; mit Grabdenkmälern                                                                     | D-4-77-142-36 | Friedhof                                      |
| Langenstadt 10, zum Kirchhof führend (Standort) | Freitreppe und Eckpfeiler                        | In barocken Formen, wohl Anfang 18. Jahrhundert                                                                                     | D-4-77-142-37 | Freitreppe und Eckpfeiler                     |
| Langenstadt 10 (Standort)                       | Ehemaliges evangelisch-lutherisches Pfarrhaus    | Stattlicher zweigeschossiger Sandsteinquaderbau, Mansardwalmdach, bezeichnet „1736“                                                 | D-4-77-142-40 | Ehemaliges evangelisch-lutherisches Pfarrhaus |
| Langenstadt 17 (Standort)                       | Dreiseithof                                      | Wohnstallhaus, eingeschossiger Sandsteinquaderbau, Satteldach, bezeichnet „1850“                                                    | D-4-77-142-41 | Dreiseithof                                   |
| Langenstadt 17 (Standort)                       | Dreiseithof                                      | Stallteil bezeichnet „1774“ | D-4-77-142-41 | BW                                            |
| Langenstadt 17 (Standort)                       | Dreiseithof                                      | Zugehörig eingeschossiges Nebengebäude, Satteldach und Einfriedung, wohl zweite Hälfte 19. Jahrhundert                              | D-4-77-142-41 | Dreiseithof                                   |
| Langenstadt 24 (Standort)                       | Wohnhaus                                         | Zweigeschossiger Frackdachbau auf hakenförmigem Grundriss, frühes 19. Jahrhundert, bezeichnet „1881“; mit Einfriedung               | D-4-77-142-72 | Wohnhaus                                      |
| Langenstadt 27 (Standort)                       | Wohnstallhaus                                    | Eingeschossiger Sandsteinquaderbau, Satteldach, bezeichnet „1857“                                                                   | D-4-77-142-43 | Wohnstallhaus                                 |
| Langenstadt 38 (Standort)                       | Wohnstallhaus                                    | Eingeschossiger Satteldachbau mit Fachwerkgiebel, bezeichnet „1855“                                                                 | D-4-77-142-44 | Wohnstallhaus                                 |
| In Langenstadt, vor Haus Nr. 8 (Standort)       | Tanzlinde                                        | Acht toskanische Säulen von ehemaligem Gerüst eines Tanzbodens, bezeichnet „1784“                                                   | D-4-77-142-45 | weitere Bilder                                |

### Mermettenreuth
| Lage                        | Objekt   | Beschreibung                                                                            | Akten-Nr.     | Bild     |
| --------------------------- | -------- | --------------------------------------------------------------------------------------- | ------------- | -------- |
| Mermettenreuth 8 (Standort) | Einödhof | Wohnstallhaus, eingeschossiger Sandsteinquaderbau mit Satteldach, Mitte 19. Jahrhundert | D-4-77-142-46 | Einödhof |
| Mermettenreuth 8 (Standort) | Einödhof | Zugehörige Torpfeiler, wohl 19. Jahrhundert                                             | D-4-77-142-46 | BW       |

### Muckenreuth
| Lage                     | Objekt                   | Beschreibung                                                                                   | Akten-Nr.     | Bild                     |
| ------------------------ | ------------------------ | ---------------------------------------------------------------------------------------------- | ------------- | ------------------------ |
| Muckenreuth 3 (Standort) | Ehemaliges Wohnstallhaus | Eingeschossiger, teils verputzter Sandsteinquaderbau, Satteldach, erste Hälfte 19. Jahrhundert | D-4-77-142-47 | Ehemaliges Wohnstallhaus |

### Neuenreuth am Main
| Lage                             | Objekt       | Beschreibung                                                               | Akten-Nr.     | Bild         |
| -------------------------------- | ------------ | -------------------------------------------------------------------------- | ------------- | ------------ |
| Neuenreuth am Main 11 (Standort) | Austragshaus | Eingeschossiger Satteldachbau über hohem Kellergeschoss, bezeichnet „1814“ | D-4-77-142-49 | Austragshaus |

### Pechgraben
| Lage                     | Objekt                                | Beschreibung                                                                                        | Akten-Nr.     | Bild          |
| ------------------------ | ------------------------------------- | --------------------------------------------------------------------------------------------------- | ------------- | ------------- |
| Pechgraben 9 (Standort)  | Taubenhaus                            | Auf Sandsteinpfeiler, zweite Hälfte 19. Jahrhundert                                                 | D-4-77-142-51 | Taubenhaus    |
| Pechgraben 10 (Standort) | Bauernhof                             | Wohnstallhaus, eingeschossiger Satteldachbau, Sandstein, um 1882                                    | D-4-77-142-52 | Bauernhof     |
| Pechgraben 10 (Standort) | Bauernhof                             | Taubenhaus auf Sandsteinpfeiler und Gartensalettl, eingeschossiger Satteldachbau, wohl gleichzeitig | D-4-77-142-52 | Bauernhof     |
| Pechgraben 16 (Standort) | Wohnstallhaus                         | Eingeschossiger Sandsteinquaderbau mit Satteldach, bezeichnet „1873“                                | D-4-77-142-73 | Wohnstallhaus |
| Pechgraben 21 (Standort) | Wohnstallhaus mit angebautem Backofen | Eingeschossiger Sandsteinquaderbau mit Satteldach, zweite Hälfte 19. Jahrhundert                    | D-4-77-142-74 | BW            |

### Schaitz
| Lage                 | Objekt                        | Beschreibung      | Akten-Nr.     | Bild                          |
| -------------------- | ----------------------------- | ----------------- | ------------- | ----------------------------- |
| Schaitz 6 (Standort) | Türsturz der ehemaligen Mühle | Bezeichnet „1773“ | D-4-77-142-53 | Türsturz der ehemaligen Mühle |

### Schwingen
| Lage                    | Objekt        | Beschreibung | Akten-Nr.     | Bild          |
| ----------------------- | ------------- | --- | ------------- | ------------- |
| Schwingen 2 (Standort)  | Wohnstallhaus | Eingeschossiger Satteldachbau mit Zwerchhäusern, ehemals reiche Silbermalerei, bezeichnet „1878“                      | D-4-77-142-54 | Wohnstallhaus |
| Schwingen 2 (Standort)  | Kasten        | Zweigeschossiger Giebelbau mit Fachwerk, wohl 19. Jahrhundert                                                         | D-4-77-142-54 | Kasten        |
| Schwingen 2 (Standort)  | Taubenkobel   | Wohl um 1900 | D-4-77-142-54 | BW            |
| Schwingen 2 (Standort)  | Nebengebäude  | Zweigeschossiger Satteldachbau, bezeichnet „1895“                                                                     | D-4-77-142-54 | BW            |
| Schwingen 6 (Standort)  | Wohnstallhaus | Zweigeschossiger Satteldachbau, Sandsteinquadererdgeschoss bezeichnet 1804, verputztes Obergeschoss bezeichnet „1911“ | D-4-77-142-55 | Wohnstallhaus |
| Schwingen 10 (Standort) | Türrahmung    | Sandstein, bezeichnet „1801“                                                                                          | D-4-77-142-56 | Türrahmung    |
| Schwingen 11 (Standort) | Türrahmung    | Sandstein, bezeichnet „1871“                                                                                          | D-4-77-142-57 | Türrahmung    |

### Tauberhof
| Lage                   | Objekt                   | Beschreibung                                                | Akten-Nr.     | Bild                     |
| ---------------------- | ------------------------ | ----------------------------------------------------------- | ------------- | ------------------------ |
| Tauberhof 9 (Standort) | Ehemaliges Wohnstallhaus | Eingeschossiger Satteldachbau, Türrahmung bezeichnet „1827“ | D-4-77-142-58 | Ehemaliges Wohnstallhaus |

### Untergräfenthal
| Lage                          | Objekt                                            | Beschreibung                                                                             | Akten-Nr.     | Bild                               |
| ----------------------------- | ------------------------------------------------- | ---------------------------------------------------------------------------------------- | ------------- | ---------------------------------- |
| Untergräfenthal 8a (Standort) | Geteilter Bauernhof, Wohnstallhaus                | Eingeschossiger Satteldachbau mit Fachwerkgiebel, 18./19. Jahrhundert, bezeichnet „1867“ | D-4-77-142-75 | Geteilter Bauernhof, Wohnstallhaus |
| Untergräfenthal 8a (Standort) | Geteilter Bauernhof, Wohnstallhaus                | Zweigeschossiger Satteldachbau mit Fachwerkobergeschoss, Mitte 19. Jahrhundert           | D-4-77-142-75 | BW                                 |
| Untergräfenthal 8a (Standort) | Geteilter Bauernhof, Scheune                      | Eingeschossiger Traufseitbau, wohl 19. Jahrhundert                                       | D-4-77-142-75 | BW                                 |
| Untergräfenthal 8a (Standort) | Geteilter Bauernhof, Nebengebäude                 | Niedriger verschalter Satteldachbau, wohl um 1900                                        | D-4-77-142-75 | BW                                 |
| Untergräfenthal 8a (Standort) | Geteilter Bauernhof, Hoftor und Garteneinfriedung | Wohl 19. Jahrhundert                                                                     | D-4-77-142-75 | BW                                 |

### Unterlaitsch
| Lage                                | Objekt                     | Beschreibung | Akten-Nr.     | Bild                       |
| ----------------------------------- | -------------------------- | --- | ------------- | -------------------------- |
| Unterlaitsch 46, St 2183 (Standort) | Vierseithof, Wohnstallhaus | Eingeschossiger Satteldachbau in Sandstein, bezeichnet „1869“                                                      | D-4-77-142-59 | Vierseithof, Wohnstallhaus |
| Unterlaitsch 46, St 2183 (Standort) | Vierseithof, Austragshaus  | Zweigeschossiger Traufseitbau mit Sandsteinquadererdgeschoss, bezeichnet „1813“ und Fachwerkobergeschoss wohl 1869 | D-4-77-142-59 | Vierseithof, Austragshaus  |

### Unterobsang
| Lage                     | Objekt                               | Beschreibung | Akten-Nr.     | Bild                                 |
| ------------------------ | ------------------------------------ | --- | ------------- | ------------------------------------ |
| Unterobsang 1 (Standort) | Gasthof und ehemalige Kommunbrauerei | Eingeschossiger Traufseitbau mit hohem Sandsteinkellergeschoss, bezeichnet „1790“, Obergeschoss bezeichnet „1885“ | D-4-77-142-60 | Gasthof und ehemalige Kommunbrauerei |

### Waldau
| Lage                                  | Objekt                                   | Beschreibung                                                                                         | Akten-Nr.     | Bild                                |
| ------------------------------------- | ---------------------------------------- | --- | ------------- | ----------------------------------- |
| Nähe Am Schlitterbach (Standort)      | Hauszeichen-Tafel eines Hufschmieds      | Bezeichnet „1606“                                                                                    | D-4-77-142-69 | Hauszeichen-Tafel eines Hufschmieds |
| Nähe Hauptstraße (Standort)           | Backofen                                 | Niedriger Sandsteinquaderbau mit Satteldach, 19. Jahrhundert                                         | D-4-77-142-62 | Backofen                            |
| Waldau 5, an Vorratskeller (Standort) | Zwei Wappen- bzw. Hauszeichen-Tafeln     | 1625                                                                                                 | D-4-77-142-64 | BW                                  |
| Waldau 12 (Standort)                  | Wohnstallhaus                            | Zweigeschossiger Satteldachbau mit breitgedehnter Giebelseite, 1873                                  | D-4-77-142-61 | BW                                  |
| Waldau 21 (Standort)                  | Ehemaliges Austragshaus- bzw. Kastenhaus | Wohnstallhaus, zweigeschossiger Frackdachbau in verputztem Sandstein und Fachwerk, bezeichnet „1835“ | D-4-77-142-67 | BW                                  |
| Waldau 29 (Standort)                  | Türrahmung mit Keilstein                 | Bezeichnet „1870“                                                                                    | D-4-77-142-65 | BW                                  |
| Schrankweg, Waldau 37 (Standort)      | Wohnstallhaus                            | Eingeschossiger Satteldachbau in teilverputztem Sandstein, bezeichnet „1853“                         | D-4-77-142-66 | BW                                  |
| Schrankweg, Waldau 37 (Standort)      | Kastenhaus                               | Zugehörig, zweigeschossig, mit Erdgeschoss in Sandstein und Satteldach, bezeichnet „1845“            | D-4-77-142-66 | BW                                  |
| Waldau 51 (Standort)                  | Keilstein                                | Sandstein, bezeichnet „1869“                                                                         | D-4-77-142-63 | BW                                  |
| In Waldau (Standort)                  | Türrahmung                               | Sandstein, bezeichnet „1863“                                                                         | D-4-77-142-68 | BW                                  |

### Wehelitz
| Lage                  | Objekt        | Beschreibung | Akten-Nr.     | Bild |
| --------------------- | ------------- | --- | ------------- | ---- |
| Wehelitz 5 (Standort) | Wohnstallhaus | eingeschossiger, verputzter Bruchsteinbau mit Satteldach mit Krempern und Geschossgesimsen an den Giebeln, gefalzte Fensterrahmen und Rundbogenportal Sandstein, 1599/1600 (dendro.dat.) | D-4-77-142-76 | BW   |

### Zoltmühle
| Lage                   | Objekt                                    | Beschreibung                                                           | Akten-Nr.     | Bild |
| ---------------------- | ----------------------------------------- | ---------------------------------------------------------------------- | ------------- | ---- |
| Zoltmühle 7 (Standort) | Ehemalige Mühle                           | Zweigeschossiger Frackdachbau mit Fachwerkobergeschoss, angeblich 1601 | D-4-77-142-70 | BW   |
| Zoltmühle 7 (Standort) | Ehemalige Mühle, zugehöriges Nebengebäude | Zweigeschossiger Satteldachbau, wohl 19. Jahrhundert                   | D-4-77-142-70 | BW   |